# Manon
Manon là vở opera 5 màn của nhà soạn nhạc người Pháp Jules Massenet. Những người viết lời cho vở opera này gồm có Henri Meilhac và Philippe Gille. Họ đã dựa vào cuốn tiểu thuyết Manon Lescaut của Abbé Prévost để viết lời cho tác phẩm. Manon dược sáng tác trong các năm 1882 và 1883 và được trình diễn lần đầu tiên tại Paris, Pháp vào năm 1884.

## Âm thanh
| Khúc mở đầu của cảnh 1 của màn 2 trong vở opera Manon, được trình diễn bởi Enrico Caruso và Geraldine Farrar |  |
| |  |
| |  |

| Màn Ah! fuyez, douce image trong vở opera Manon, được trình diễn bởi Aristodemo Giorgini vào năm 1910 |  |
| |  |
| |  |